# Runhöjden
Runhöjden är en stadsdel väster om Ronneby centrum beläget på en höjdplatå med utsikt över stadens centrum. Bostadsområdet består av friliggande villor och kedjehus och byggdes ut under 1950- och 1960-talen. Området har fått sitt namn från de runstenar och den skeppssättning som finns mitt i området. Fornlämningarna har sparats som en del i områdets struktur och är tillgängliga för allmänheten.